# 全民快樂有go正
《全民快樂有go正》（英語：Happy Go Go Go）是大東影藝製作、中華電視公司監製的台灣綜藝節目。該節目自2009年3月7日起的每星期六20時整至22時整（臺灣時間）於華視主頻道播出，2009年9月11日起改成每星期五20時整至22時整（臺灣時間）播出。該節目是《快樂有go正》的續作，節目中的特點，除了沿襲《快樂有go正》一部分的單元外，一度新增《快樂有go正》沒有的單元。

## 主持人
初期主持人為謝震武、劉真、唐從聖。2009年5月30日起，原在固定班底中的阿Ben、張克帆、王彩樺及白雲加入主持群。固定班底如NONO、包偉銘、Terry、宋新妮等，也都會固定或不定時於此節目現身登場。

## 節目單元
茲列出該節目曾播映之單元。

### 各說各話
2009年6月20日起推出的新單元。是沿襲自《快樂有go正》的「招牌單元」之一，保留了前節目的規則。本單元仿自《綜藝萬花筒》的〈各說各話〉單元，主要有三到四位演員，分別以搞笑的方式合演一齣短劇，演述一個法律問題的情境，再說出各自代表的答案。來賓從這些演員的說詞中，選出一個答案。謝震武會先詳細講解，然後公佈答案。謝震武公佈答案後，來賓無論答對或答錯，均不會有處罰與獎勵。
例如：「是否可以從國外帶回著作權產品？」答案是：「可以帶，但只能帶一份。」其他選項有「不限制數量」、「限制五份」或「不可以帶」等答案。

### 事實勝於雄辯
〈事實勝於雄辯〉是沿襲自《快樂有go正》節目的「招牌單元」之一，保留了前節目的規則，同樣也是由一些人，以詼諧的方式，表現出一些法律問題。
每集〈事實勝於雄辯〉的題數不一定，而每次演員們演到一定的進度後，由主持群任何一人喊「定格」，並由謝震武律師提問問題，通常「符合」或「是」者為「事實」、「不符合」或「否」者為「雄辯」。此時，參賽來賓就必須選擇該問題是否符合標準答案。參賽來賓選擇「事實」或「雄辯」，則是站在小矮柱上，選擇完畢後，等待謝震武講解，並公佈答案。與《快樂有go正》一樣，若是答案為「事實」者，謝震武就會說：「所以，『事實』是對的！來，請處罰『雄辯』！」反之若答案為「雄辯」者，謝震武就會說：「所以，『雄辯』是對的！來，請處罰『事實』！」而選錯選項的來賓，就必須接受從地面竄出約五到十秒的乾冰，作為「懲罰」。同〈爆笑寫真館〉，答對者無實質獎勵。
第十集起，製作單位開放現場觀眾上台同樂。每一題可由其中任兩位現場觀眾當中的一位選擇「事實」，另外一位選擇「雄辯」。若答錯者，同樣也會有從地面竄出約五到十秒的乾冰作為「懲罰」，不能獲得獎品；反之對者，可以獲得製作單位精心準備的禮品。

### 爆笑寫真館
〈爆笑寫真館〉是由現場來賓共同「演出」於「一張照片」的一個單元，此單元從第一集開始正式播出。唐從聖於該單元，自稱「瞎掰從」，並且搭配奇特的造型。
此單元是由一群來賓，均必須盡量以「靜止不動」的樣子，於一個「框」內，呈現出事發前的兩個時間單位，與事發後的一個時間單位（或者三張均為事發前照片），三張「照片」不會完全相同，故須由其他未演出的參賽來賓作答主持人所發問的問題。
由於是真人演出的「照片」，而「人物」又不能隨意移動，因此有時候唐從聖會拿著一根棒子，並「亂入」到該「照片」內，對著事件內的「人物」玩「戳戳樂」或「指指點點」，即使說出的話或一些表情容易讓「人物」笑場，甚至「人物」會因為受到外力的刺激或感到疼痛，「照片」中的「人物」，也不能反應太大，或者吭一聲，仍然必須保持靜止狀態。
而主持人也會請演出「事發後」的「人物」進行「倒帶動作」（rewind），此時「照片」內的「人物」，就會變成「影片模式」（video mode），將事情「還原」成最初事發前的狀態，並由主持人「下令」，開始「播放」模式（play mode）。所以，每一位飾演照片中「人物」的演員，必須要熟悉怎樣呈現於該張「照片」時的姿勢。
如果猜題來賓答錯題目，會有從背後噴出的乾冰約二至三秒，作為懲罰；而猜對者無實質獎勵。
下列的集數，各別以「事發前二張照片與事發後一張照片」，以及「事發前三張照片」為例子：
- 第一集的第一個事件，發生場景位於醫院內，其問題是「哪一位得到了痔瘡」，其中，有由張克帆、鍾欣凌，以及王耀慶等人飾演的病人，還有醫生、護士小姐等人，共同呈現於一張「照片」中。而三個時間單位，是「事發前一分鐘」、「事發前十五秒」，以及「事發後三十秒」。根據三張照片的線索，答案是「鍾欣凌得到了痔瘡」。

- 第二集的第二個事件，發生場景位於餐廳內，其問題是「哪一位是第三者」，其中，有由高山峰、劉真、Terry、鍾欣凌、Jason、王彩樺、蔡頭（本名蔡斯文），以及包偉銘等人飾演的事件人物，共同呈現於一張「照片」中。其中三個時間單位，為「事發前五分鐘」、「事發前二分鐘」，以及「事發前一分鐘」。根據三張照片的線索，答案是「劉真是第三者」。

第十集之後無此單元。

## 收視率
下表列出AC尼爾森針對四歲以上觀眾調查之收視率。
| 集數             | 播映日期       | 平均收視率 |
| 第1集            | 2009年3月7日   | 1.18       |
| 第2集            | 2009年3月14日  | 1.17       |
| 第3集            | 2009年3月21日  | 1.17       |
| 第4集            | 2009年3月28日  | 1.26       |
| 第5集            | 2009年4月4日   | 1.13       |
| 第6集            | 2009年4月11日  | 1.25       |
| 第7集            | 2009年4月18日  | 1.10       |
| 第8集            | 2009年4月25日  | 1.03       |
| 第9集            | 2009年5月2日   | 1.01       |
| 第10集           | 2009年5月9日   | 0.90       |
| 第11集           | 2009年5月16日  | 0.84       |
| 第12集           | 2009年5月23日  | 0.96       |
| 第13集           | 2009年5月30日  | 0.99       |
| 第14集           | 2009年6月6日   | 0.89       |
| 第15集           | 2009年6月13日  | 1.20       |
| 第16集           | 2009年6月20日  | 1.10       |
| 第17集           | 2009年6月27日  | 0.99       |
| 第18集           | 2009年7月3日   | 1.22       |
| 第19集           | 2009年7月11日  | 1.07       |
| 第20集           | 2009年7月18日  | 0.90       |
| 第21集           | 2009年7月25日  | 0.99       |
| 第22集           | 2009年8月1日   | 1.18       |
| 第23集           | 2009年8月8日   | 1.64       |
| 第24集           | 2009年8月15日  | 1.48       |
| 第25集           | 2009年8月22日  | 1.46       |
| 第26集           | 2009年8月29日  | 1.40       |
| 第27集           | 2009年9月5日   | 1.36       |
| 第28集           | 2009年9月11日  | 0.83       |
| 第29集           | 2009年9月18日  | 0.64       |
| 第30集           | 2009年9月25日  | 0.86       |
| 第31集           | 2009年10月2日  | 0.70       |
| 第32集           | 2009年10月9日  | 0.84       |
| 第33集           | 2009年10月16日 | 0.79       |
| 第34集           | 2009年10月23日 | 0.81       |
| 第35集           | 2009年10月30日 | 0.79       |
| 第36集           | 2009年11月6日  | 0.84       |
| 第37集           | 2009年11月13日 | 0.74       |
| 第38集           | 2009年11月20日 | 0.97       |
| 第39集           | 2009年11月27日 | 1.02       |
| 第40集           | 2009年12月4日  | 0.99       |
| 第41集           | 2009年12月11日 | 0.65       |
| 第42集           | 2009年12月18日 | 0.96       |
| 第43集           | 2009年12月25日 | 0.69       |
| 第44集           | 2010年1月1日   | 0.83       |
| 第45集           | 2010年1月8日   | 0.78       |
| 第46集           | 2010年1月15日  | 0.80       |
| 第47集           | 2010年1月22日  | 0.83       |
| 第48集           | 2010年1月29日  | 0.89       |
| 第49集           | 2010年2月5日   | 0.55       |
| 第50集           | 2010年2月12日  | 0.79       |
| 第51集           | 2010年2月19日  | 0.93       |
| 第52集           | 2010年2月26日  | 0.82       |
| 第53集           | 2010年3月5日   | 0.69       |
| 第54集           | 2010年3月12日  | 0.62       |
| 第55集           | 2010年3月19日  | 0.82       |
| 第56集           | 2010年3月26日  | 0.79       |
| 第57集           | 2010年4月2日   | 0.68       |
| 第58集           | 2010年4月9日   | 0.58       |
| 第59集           | 2010年4月16日  | 0.48       |
| 第60集           | 2010年4月23日  | 0.64       |
| 第61集           | 2010年4月30日  | 0.82       |
| 第62集           | 2010年5月7日   | 0.66       |
| 第63集           | 2010年5月14日  | 0.93       |
| 第64集           | 2010年5月21日  | 0.92       |
| 第65集           | 2010年5月28日  | 0.66       |
| 第66集           | 2010年6月4日   | 0.77       |
| 第67集(最後一集) | 2010年6月11日  | 0.73       |

- 說明：  = 最高收視率、  = 最低收視率。

## 註解
1. ↑  凱洛媒體週報 （页面存档备份，存于）、中時娛樂 （页面存档备份，存于）收視率調查，最近查閱的日期為2010年6月21日。

| 華視 星期六20:00~22：00         | 華視 星期六20:00~22：00                | 華視 星期六20:00~22：00 |
| ------------------------------- | -------------------------------------- | ----------------------- |
|                                 | 全民快樂有go正 2009.03.07 - 2009.09.05 |                         |
| 大雄的太陽王傳說 （2009.02.28） | 平民大富翁 （2009.09.12-2009.12.19）   |                         |

| 華視 星期五20:00~22：00            | 華視 星期五20:00~22：00                | 華視 星期五20:00~22：00 |
| ---------------------------------- | -------------------------------------- | ----------------------- |
|                                    | 全民快樂有go正 2009.09.11 - 2010.06.11 |                         |
| 魔女18號 （2009.06.08-2009.09.05） | 台灣真好康 （2010.06.18 - 2010.10.22） |                         |

| TVBS歡樂台 星期五22:00~00：00        | TVBS歡樂台 星期五22:00~00：00         | TVBS歡樂台 星期五22:00~00：00 |
| ------------------------------------ | ------------------------------------- | ----------------------------- |
|                                      | 全民快樂有go正 2009.11.20 - 2010.6.25 |                               |
| 平民大富翁 （2009.09.18-2009.11.13） | 痞子英雄 （2010.7.2-）                |                               |